# Trichosteleum streimannii
Trichosteleum streimannii là một loài rêu trong họ Sematophyllaceae. Loài này được B.C. Tan, T.J. Kop. & D.H. Norris mô tả khoa học đầu tiên năm 2007.